# Anthe
Anthe är en av Saturnus månar. Den gavs den tillfälliga beteckningen S/2007 S 4. Den betecknas också Saturn XLIX. Den upptäcktes av Cassini Imaging Science Team. Upptäckten gjordes 30 maj 2007 men man har hittat fotografier av månen tagna redan 2004. Namnet kommer från en av Alkyoneus döttrar inom grekisk mytologi.

## Ringbågar
Trots Anthes ringa storlek upptäcktes i juni 2007 ett ringsystem som sträcker sig några kilometer före och efter Anthe. Ringsystemet är inte en komplett ring runt hela Saturnus. En snarlik ringbåge finns i Methones omloppsbana.

## Externa länkar

Bilder där Anthe upptäcktes